# Phare avant de Deepwater Point

Le phare avant de Deepwater Point (en anglais : Deepwater Point Range Front Light) est un phare servant de feu d'alignement avant situé à l'embouchure du fleuve Delaware, au nord du Pont du Memorial Delaware dans le Comté de New Castle, Delaware.

## Historique
Le feu d'alignement arrière actuel a remplacé l'ancien, construit en 1876, devenu obsolète après la construction du Pont du Memorial Delaware en 1951.
Il fonctionne conjointement avec le feu d'alignement arrière qui émet, à une hauteur focale de 12,5 m un lumière continue verte (nuit) et blanche (jour).

## Description
Le phare  est une tourelle métallique à claire-voie de 10 m de haut, montée sur une plateforme jaune.
Son feu isophase Il émet, à une hauteur focale de 12,5 m, une lumière continue blanche le jour et verte la nuit avec une forte intensité d'une seconde  par période de 2 secondes. 
Identifiant : ARLHS : USA-219 ; USCG : 2-2910  ; Admiralty : J1308 .

### Lien connexe
- Liste des phares du Delaware